# Vermandois

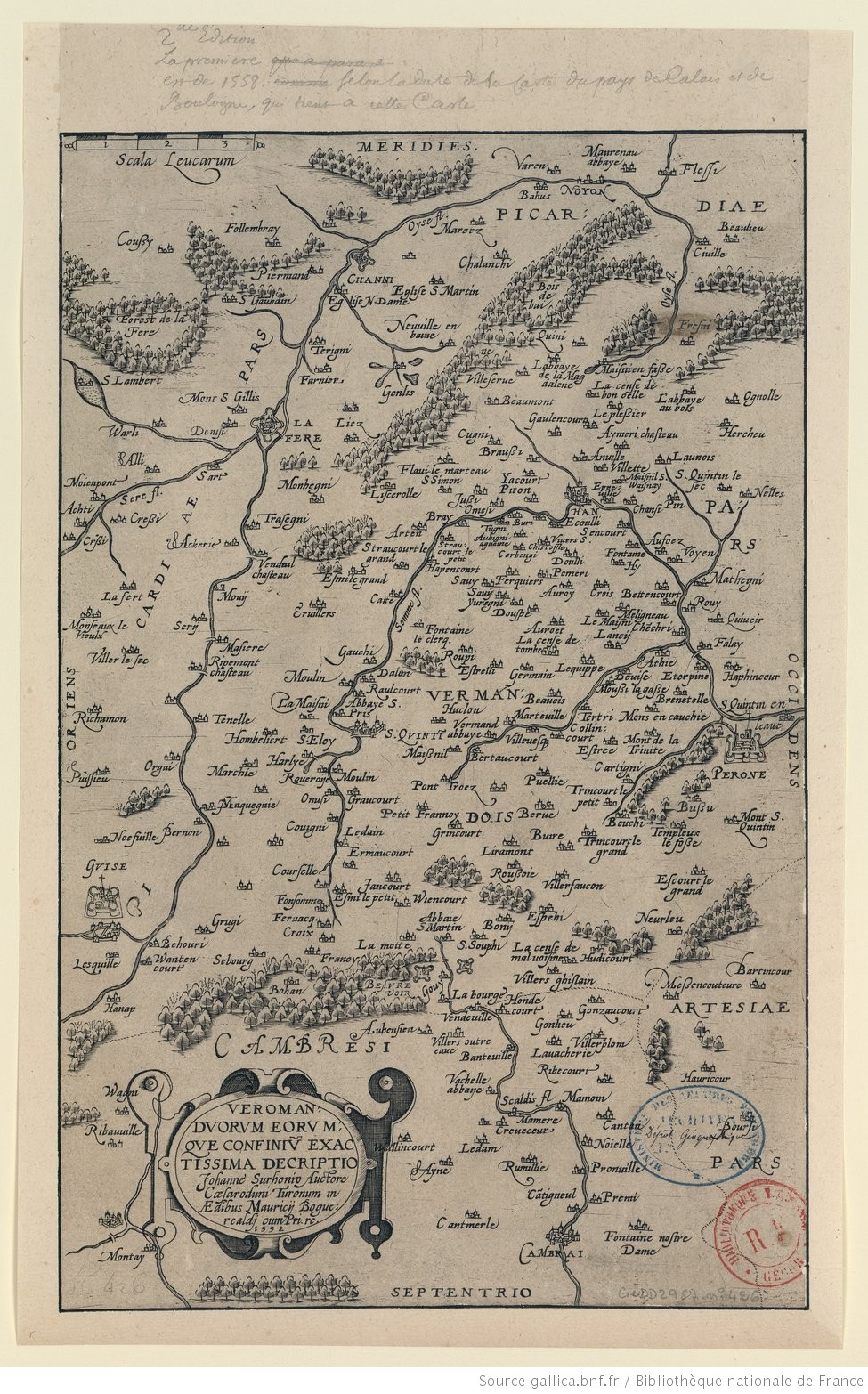
Vermandois på en karta av Jean Surhon, som 1594 publicerades av Maurice Bouguereau i atlasen Le Theatre Francoys.

Vermandois är ett tidigare franskt grevskap.
Grevskapet, som är omkring 36 kilometer i längd och 24 i bredd, ligger i Picardie, omkring Sommes källor, och är nu fördelat på departementen Aisne och Somme. I Vermandois ligger städerna Saint-Quentin (huvudstad), Vermand (som gav namn åt grevskapet), Ham, Saint-Simon och Le Catelet. Vermandois hörde under medeltiden till en mäktig grevesläkt, vars härkomst man leder tillbaka till Bernhard, kung av Italien (död 818), naturlig son till Karl den stores son Pippin. Efter Heribert IV:s död 1080 fråntog baronerna hans son Eudes grevskapet, som de gav åt Henrik I:s av Frankrike son, Hugo, gift med Heriberts dotter Adelheid. Genom Hugos sondotter Elisabet övergick det till greve Filip av Flandern (1167) men 1185 bemäktigade sig kung Filip II detsamma och förenade det 1215 med franska kronan. Ludvig XIV upphöjde det till hertigdöme och skänkte det till sin naturlige son med hertiginnan de La Vallière Ludvig av Bourbon, efter vars död (1683) det tillhörde linjen Bourbon-Condé.